# Burnhaupt-le-Haut
Burnhaupt-le-Haut è un comune francese di 1 644 abitanti situato nel dipartimento dell'Alto Reno nella regione del Grand Est.

## Società

### Evoluzione demografica
Abitanti censiti